# Mas Dorca
Mas Dorca és un barri de l'Ametlla del Vallès situat a l'est del municipi, a l'altre costat de l'autovia C-17. Els habitatges d'aquesta zona es troben distribuïts en petites agrupacions i cases aïllades. La part més destacable del barri són el polígon industrial de Mas Dorca i el centre comercial Sant Jordi. L'antiga masia que dona nom al barri ha quedat engolida pel polígon industrial.
Prop d'allà hi constava un jaciment arqueològic del qual avui en dia se n'ha perdut el rastre.